# Inarticulate Speech of the Heart
《Inarticulate Speech of the Heart》는 1983년 3월에 발매된 북아일랜드의 싱어송라이터 밴 모리슨의 열네 번째 스튜디오 음반이다. 모리슨은 샤비안 문자로부터 "가능한 한 작은 표현으로 의사소통하고 동시에 감정적으로 표현하려는 생각"이라는 제목에 도달했다고 말했다. 워너 브라더스 레코드의 그의 마지막 음반으로서, 그는 보통의 기악곡들보다 더 많은 것을 보완한 음반을 하기로 결정했다. 1984년에 그가 설명했듯이, "때때로 제가 어떤 것을 연주할 때, 저는 그저 그것을 따라 흥얼거릴 뿐이고, 그것은 실제 노래와는 다른 진동이 있다. 그래서 기악곡들은 단지 그러한 형태의 표현을 얻기 위해 노력하는 것에서 비롯되는데, 이것은 곡을 쓰는 것과 같지 않다."라고 말했다. 확대되지는 않았지만, 주목할 점은 라이너 노트에서 L. 론 허버드에게 특별한 감사를 표한다는 것이다. 재발행되고 리마스터된 버전의 음반은 〈Cry for Home〉과 〈Inarticulate Speech of the Heart No. 2	〉의 대체 곡을 포함한다.

## 녹음
| 전문가 평가      | 전문가 평가 |
| 평가 점수        | 평가 점수   |
| 출처             | 점수        |
| ---------------- | ----------- |
| AllMusic         | [ 3 ]       |
| Robert Christgau | B−          |
| Rolling Stone    | [ 5 ]       |

녹음 세션은 캘리포니아, 더블린에서 열렸고, 마라톤 세션은 런던 타운하우스에서 열렸다. 모리슨은 이 세션에서 피아노, 기타 및 색소폰을 연주했다. 두 명의 아일랜드의 음악가(아티 맥글린과 데이비 스필레인)가 음반에서 연주했으며 전반적으로 음악은 켈트적인 색채가 강했다. 그 중 네 곡은 기악곡이었다.

## 곡 목록
모든 곡들은 밴 모리슨에 의해 작사/작곡하였다.
| #   | 제목                                       | 재생 시간 |
| --- | ------------------------------------------ | --------- |
| 1.  | 〈Higher than the World〉                  | 3:42      |
| 2.  | 〈Connswater〉                             | 4:09      |
| 3.  | 〈River of Time〉                          | 3:02      |
| 4.  | 〈Celtic Swing〉                           | 5:03      |
| 5.  | 〈Rave On, John Donne〉                    | 5:12      |
| 6.  | 〈Inarticulate Speech of the Heart No. 1〉 | 4:53      |
| 7.  | 〈Irish Heartbeat〉                        | 4:40      |
| 8.  | 〈The Street Only Knew Your Name〉         | 3:36      |
| 9.  | 〈Cry for Home〉                           | 3:44      |
| 10. | 〈Inarticulate Speech of the Heart No. 2〉 | 3:53      |
| 11. | 〈September Night〉                        | 5:16      |

## 인증
| 국가                       | 인증     | 판매량/출하량 |
| -------------------------- | -------- | ------------- |
| 뉴질랜드 (RMNZ)            | 플래티넘 | 15,000^       |
| ^출하량을 기반으로 한 인증 |          |               |